# Onosma pseudotinctorium
Onosma pseudotinctorium är en strävbladig växtart som beskrevs av Michail Klokov. Onosma pseudotinctorium ingår i släktet Onosma och familjen strävbladiga växter. Inga underarter finns listade i Catalogue of Life.